# Dignomus quedenfeldti
Dignomus quedenfeldti is een keversoort uit de familie klopkevers (Ptinidae). De wetenschappelijke naam van de soort werd in 1891 gepubliceerd door Edmund Reitter.